# 4618 Shakhovskoj
4618 Shakhovskoj este un asteroid din centura principală, descoperit pe 12 septembrie 1977 de Nikolai Cernîh.